# ヴェッキオ宮殿

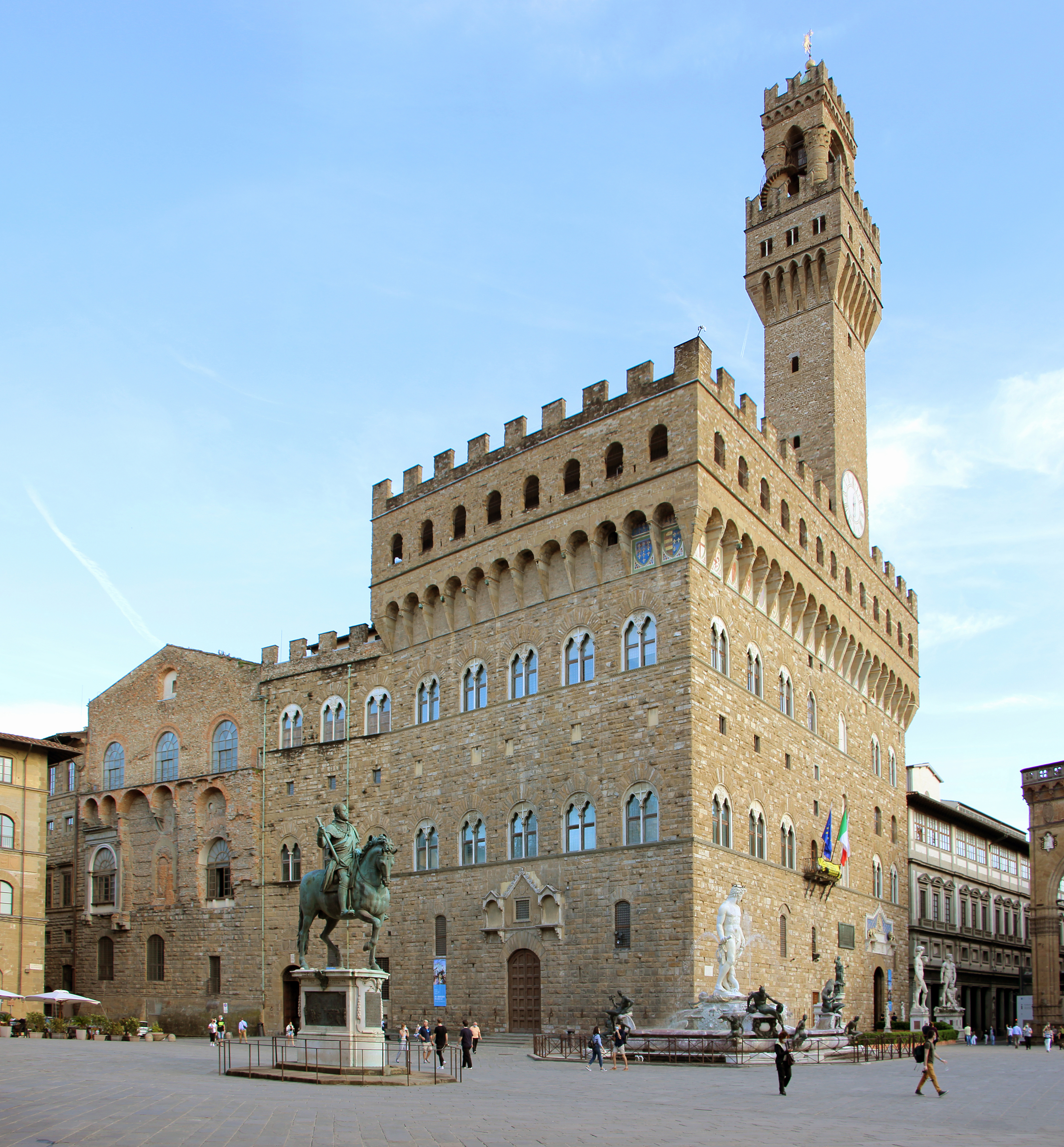
ヴェッキオ宮殿

ヴェッキオ宮殿（ヴェッキオきゅうでん、伊: Palazzo Vecchio、パラッツォ・ヴェッキオ）は、イタリアのフィレンツェにある宮殿。シニョリーア広場に面している。世界遺産「フィレンツェ歴史地区」の構成の一つである。

## 概要
1299年から1314年にかけてアルノルフォ・ディ・カンビオによって建設され、初めは、フィレンツェ共和国の政庁舎として使われ、一時、メディチ家もピッティ宮殿へ移るまでここを住居としていた。1550年から1565年の間に、ジョルジョ・ヴァザーリによって部分的に改築された。現在でも、フィレンツェ市庁舎として使われている。
宮殿入口には彫像が置かれている。左手の彫刻は、ミケランジェロ作「ダビデ像（レプリカ）」。右側は、バッチョ・バンディネッリ作「ヘラクレスとカークスの像」。建物の入口には、街の紋章を持つフィレンツェの獅子像マルゾッコ（Marzocco）が飾られている。なお、このマルゾッコ像の複製が、フィレンツェの姉妹都市である岐阜市に寄贈されている。
また中庭中央にはヴェロッキオ作のイルカを抱くキューピッド（レプリカ）の噴水がある。
内部は、「フランチェスコ1世の仕事部屋」、フィレンツェ共和国の会議場だった「500人広間」、「レオ10世の間」、「ゆりの間」などの部屋に分かれている。

2007年5月、イタリア文化庁は、レオナルド・ダ・ヴィンチの幻の壁画「アンギアーリの戦い」が500人広間にあるヴァザーリの壁画の裏側に隠されていると発表した。

## ギャラリー

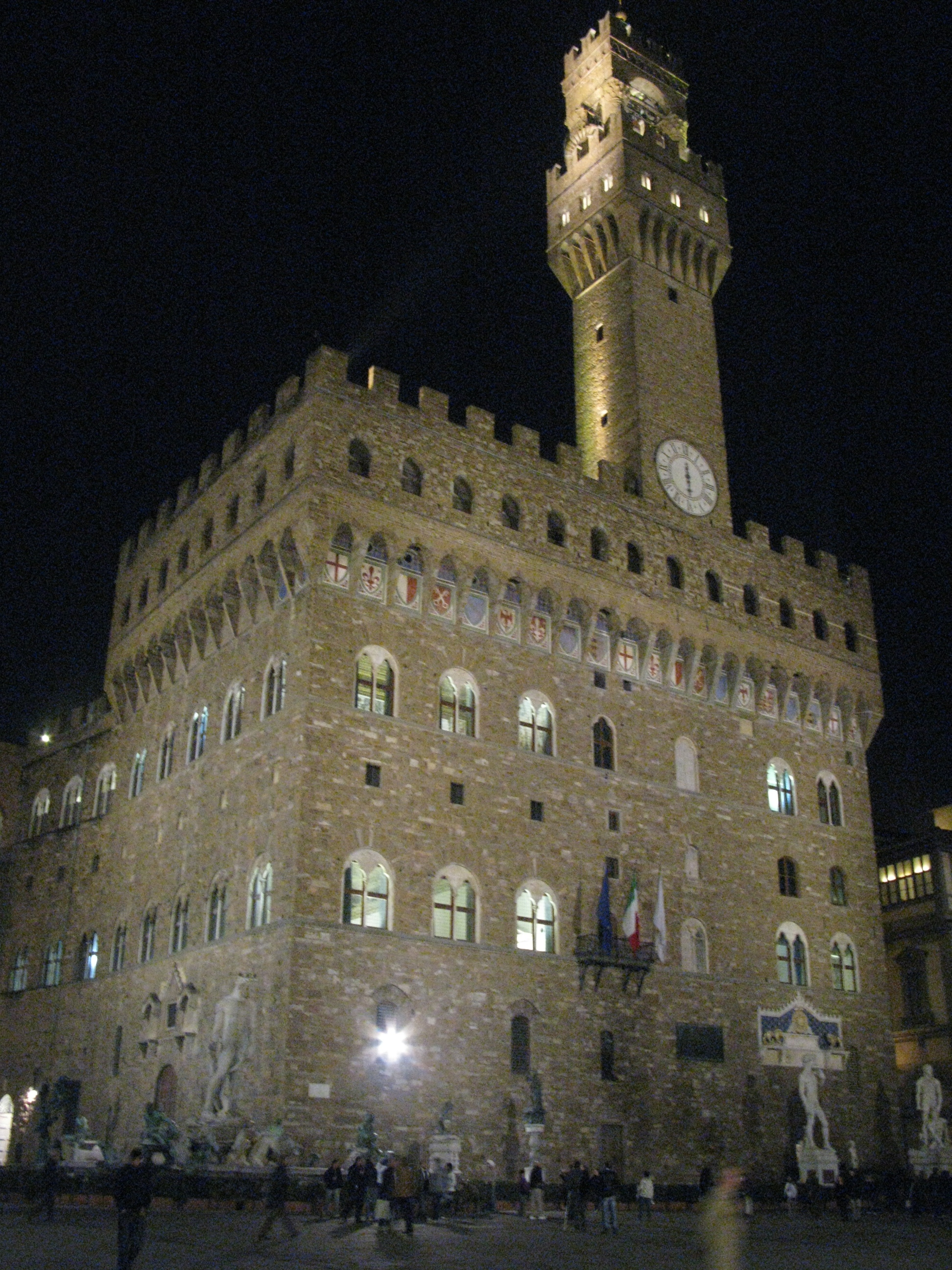
ライトアップされたヴェッキオ宮殿
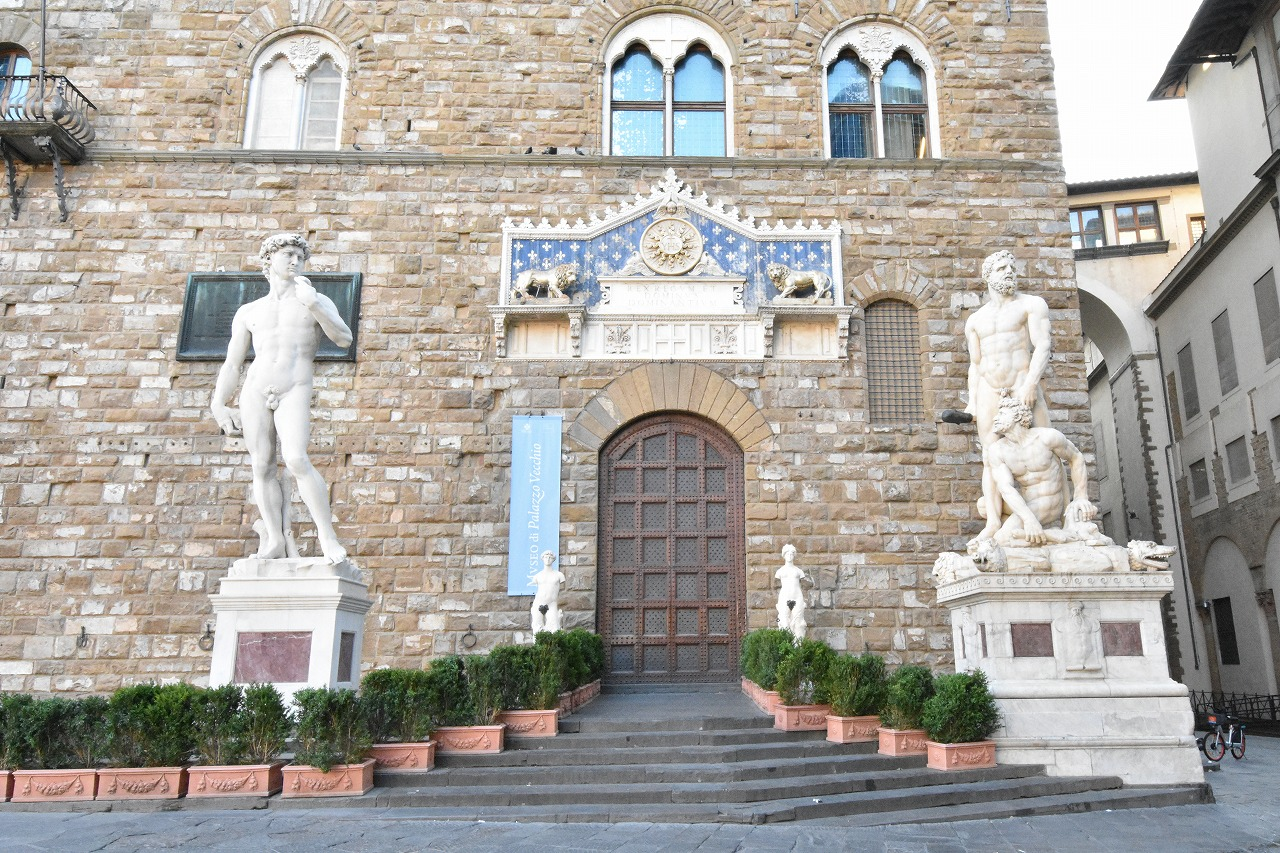
ヴェッキオ宮殿入口
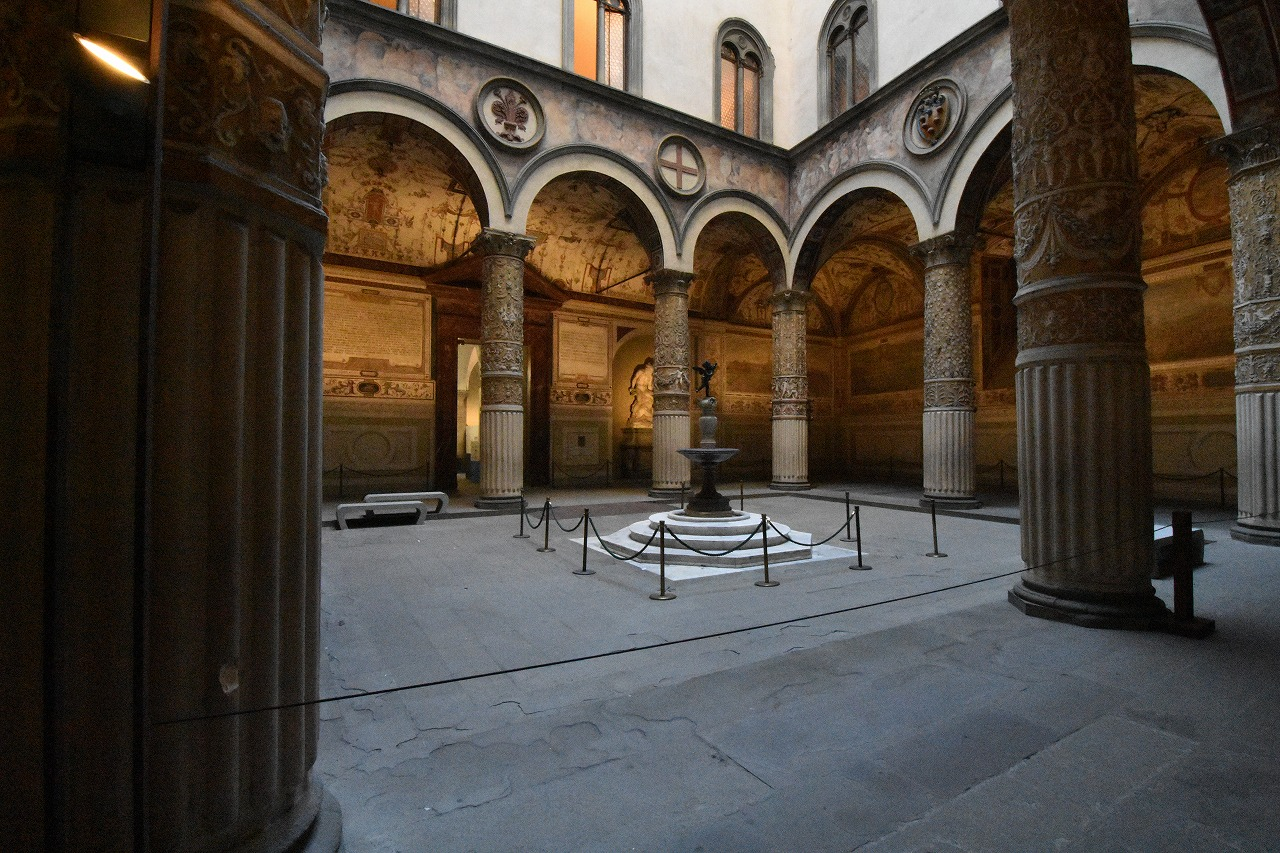
ヴェッキオ宮殿中庭
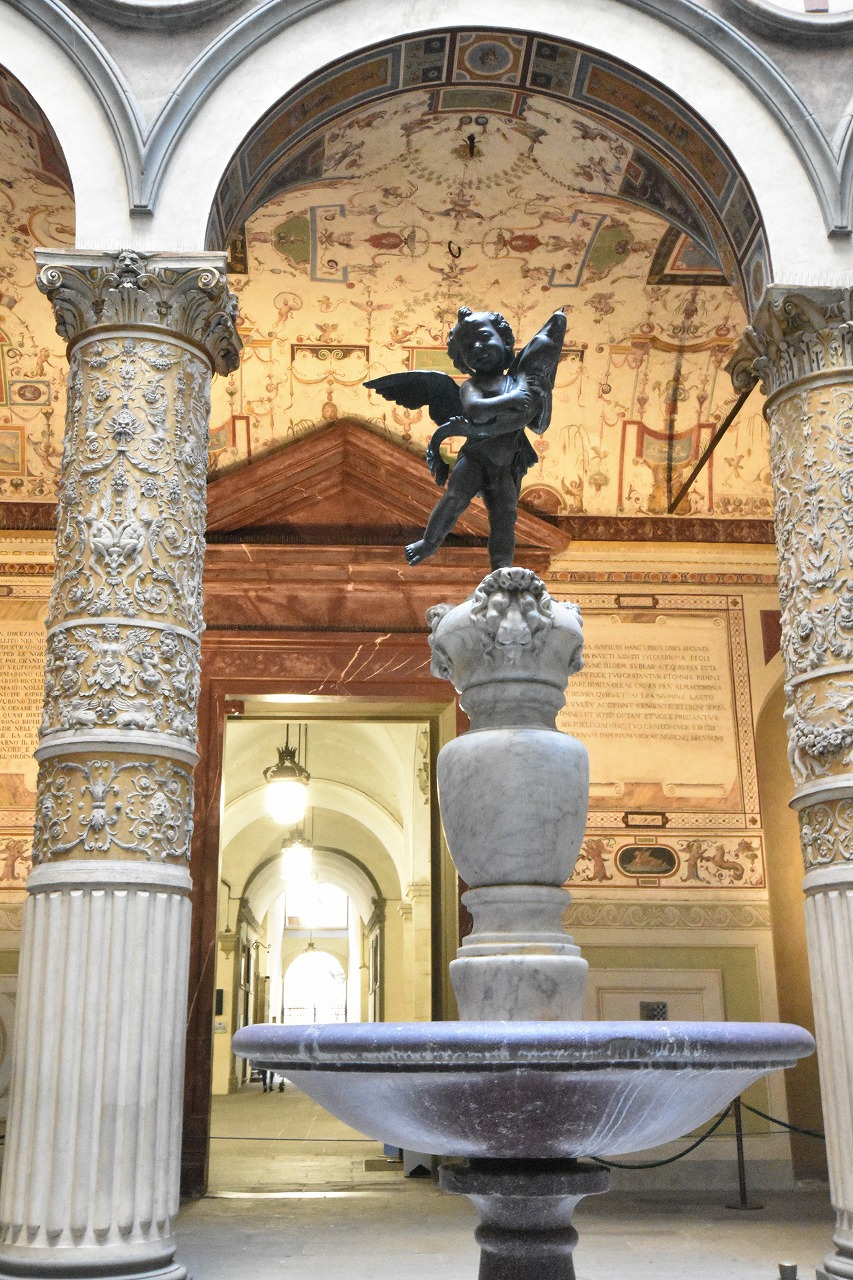
イルカを抱く天使（レプリカ）の噴水
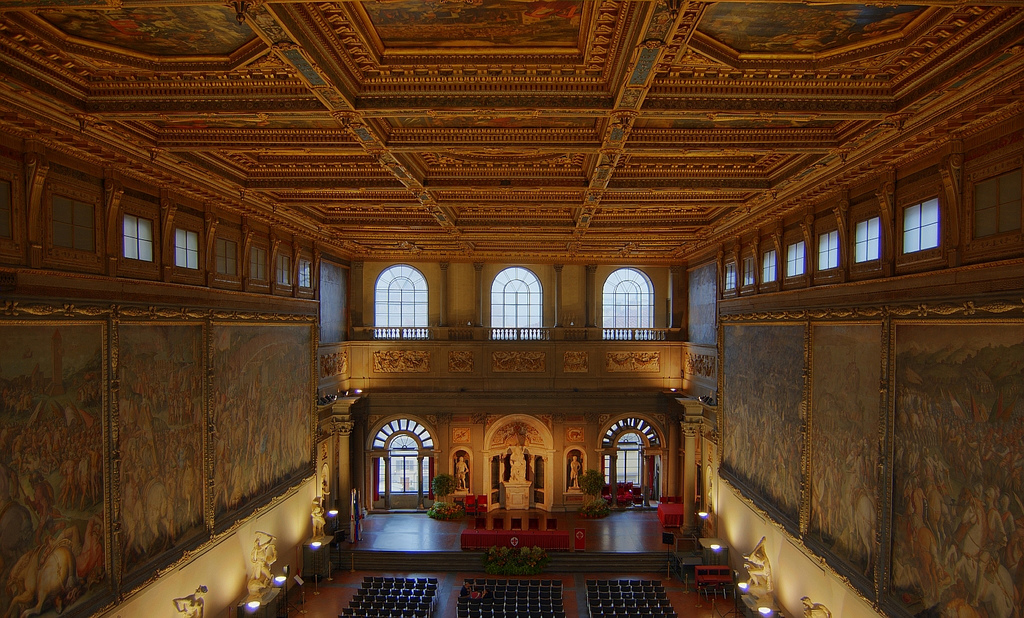
500人広間